# 山田寛人 (声優)
山田 寛人（やまだ ひろひと、1992年4月21日 - ）は、日本の声優、俳優。群馬県出身。

## 経歴
日本大学芸術学部演劇学科卒業。
D-dashカンパニーの養成所に5期生として入所し、2015年、鈍牛倶楽部（D-plus）に所属。俳優として活動を行い、同事務所には2017年まで所属した。
2018年より東北新社によって開催された「第2回 キミコエ・オーディション」に応募し、男性声優の1200人の応募者の中で12人のファイナリストに残る。
2019年4月より、上記のオーディションで同じくファイナリストだった南須原亮とともにオフィスPACに所属。同事務所に所属後は、吹き替えなどの声優活動を多く行う。
2025年3月31日、同日付でオフィスPACが事業停止したことに伴い、翌4月1日付でフリー転向。5月1日付でマウスプロモーションに所属。

## 人物
芸能の道は高校時代から目指していたもので、歌やダンス、殺陣などの腕を磨いていた。
特技にはサッカー、野球、水泳、アクション、書道を挙げており、中でも書道は半紙検定初級生指導者、毛筆半紙検定3級の資格を所持している。『ドラゴンボール』が好き。
自身の性格について楽観的であると答え、長所は集中力があるところ、短所は集中しすぎてたまに周りが見えなくなるところを挙げている。
姉が2人いる。

## 出演
太字はメインキャラクター。

### テレビアニメ
- ルパン三世 プリズン・オブ・ザ・パスト（2019年、所員）
- すばらしきこのせかい The Animation（2021年、通行人B、通行人）
- ルパン三世 PART6（2021年 - 2022年、ガードマンA、部下、マイロ、ショーン）
- かぎなど（2021年、学園祭参加者など）
- 永久少年 Eternal Boys（2023年、水川ひろし、男性）
- 天国大魔境（2023年、学園の職員）
- 謎解きはディナーのあとで（2025年、警備員[12]、清掃員[13]）

### 劇場アニメ
- 永久少年 Eternal Boys NEXT STAGE（2023年、男性客）

### Webアニメ
- 無限の住人-IMMORTAL-（2019年、チンピラ、浦上）

### ゲーム
- DCスーパーヒーローガールズ ティーンパワー（2021年）
- 新すばらしきこのせかい（2021年）

### 吹き替え

#### 映画
2020年
- アンカット・ダイヤモンド
- アンブレイカブル・キミー・シュミット: キミーVS教祖
- タイラー・レイク -命の奪還-
- オールド・ガード

2021年
- 愛すべき夫妻の秘密
- モキシー 〜私たちのムーブメント〜
- チェリー
- サマーキャンプ
- フィアー・ストリート
  - Part 2: 1978（ニック）
  - Part 3: 1666（ニック〈少年〉）

2023年
- アート・オブ・ウォー ※Netflix版
- ダーク・ハーヴェスト

2024年
- サンクスギビング（ライアン〈マイロ・マンハイム〉）
- ライオン・キング:ムファサ

#### ドラマ
2019年
- トリンケット 〜小さな宝物〜 シーズン1
- クリミナル・マインド FBI行動分析課 シーズン14・15（2019年 - 2020年）
- リバーデイル シーズン4 - （2019年 - 、チャールズ〈ワイアット・ナッシュ〉）
- マンダロリアン（2019年 - 2020年）

2020年
- AJ&クイーン（バックダンサー2）
- レ・ミゼラブル
- ストーリー・オブ・マイライフ/わたしの若草物語（フレッド〈ダッシュ・バーバー〉）
- ダッシュ&リリー（ダッシュ〈オースティン・エイブラムズ〉）

2021年
- NCIS: ニューオーリンズ シーズン6
- ニュー・アムステルダム2 医師たちのカルテ

#### アニメ
- おしゃれにナンシー・クランシー（2019年）
- フェイフェイと月の冒険（2020年）
- あの夏のルカ（2021年、グイド[25]）
- 下の階には澪がいる（2024年、西村拓海）

### ボイスオーバー
- 地球外生物の世界（トム・クラウザー、フィリップ・メッツガー[26]）

### オーディオブック
- 20代で得た知見（2021年、朗読[27]）
- 悪役令嬢、ブラコンにジョブチェンジします（2022年、朗読[28]）

### テレビドラマ
- ストロベリーナイト（2012年、フジテレビ）
- ソタイ 組織犯罪対策課（2014年11月12日、テレビ東京）
- 鴨川食堂 第4話（2016年1月31日、NHK BSプレミアム） - 山本蓮治 役

### 映画
- BLEACH（2018年7月20日公開、ワーナー・ブラザース映画、監督：佐藤信介） - 浅野啓吾 役

### 舞台
- 劇団ポプラ ミュージカル「シンドバットの大冒険」（2009年）
- Dream Board presents 2014年 The festival for young actors vol.1「THEベンチ～TO・今日・情・K～」（2014年4月2日 - 6日、劇場MOMO）[29]
- くるる演劇講座発表会「冬のおわりは春だから」（2015年6月27日、蕨市立文化ホールくるる）[30]
- 舞台芸術集団 地下空港 第15回本公演 音楽劇「赤い竜と土の旅人」（2016年3月3日 - 13日、すみだパークスタジオ倉）[9]
- ONWARD presents 劇団☆新感線「髑髏城の七人 Season花」（2017年3月30日 - 6月12日、IHIステージアラウンド東京）[31]

### CM
- 本田技研工業「金爆打ちあがり」篇（2015年）
- マクドナルド「マックの裏メニュー」（2016年）
- 大成建設「ミャンマー」篇（2020年）　※声の出演、主人公役[32]